# EHC Frauenfeld
L'EHC Frauenfeld è una squadra di hockey su ghiaccio dell'omonima città, nel Canton Turgovia, in Svizzera.
Attualmente milita nella Prima Lega, di cui vinse il titolo nel 2009.